# Dorota Abramowicz
Dorota Abramowicz (ur. 21 października 1956 w Gdańsku) – polska dziennikarka, pisarka, autorka książek popularnonaukowych.

## Działalność dziennikarska
W 1979 roku po ukończeniu studiów polonistycznych na Uniwersytecie Gdańskim podjęła pracę w redakcji „Wieczoru Wybrzeża”. Pracowała tam przez 22 lata jako aplikant, reporter i kierownik działu miejskiego. W 2001 roku dołączyła do zespołu redakcyjnego „Dziennika Bałtyckiego”. Jako dziennikarka związana jest z problematyką społeczną i służbą zdrowia. W jej dorobku są również publikacje interwencyjne w sprawach sygnalizowanych przez czytelników. W 2014 roku została laureatką nagrody im. Piotra Różyckiego, przyznawanej przez tygodnik „Angora”, za najlepszy wywiad roku zamieszczony w lokalnej prasie. W 2016 roku na podstawie wywiadu przeprowadzonego z Miriam Gołębiewską, trenerem i psychologiem zwierząt, wydany został poradnik „Szkoła na czterech łapach”. W roku 2017 prowadziła warsztaty dla seniorów w ramach projektu „Seniorzy w akcji” realizowanego ze środków Polsko-Amerykańskiej Fundacji Wolności. 
Od grudnia 2021 r. Dorota Abramowicz należy do zespołu redakcyjnego nowo powstałego tygodnika „Zawsze Pomorze”. 2 kwietnia 2022 roku dziennikarkę uhonorowano odznaką „Przyjaciela osób z autyzmem” za szczególne działania na rzecz Stowarzyszenia Pomocy Osobom Autystycznym oraz bezinteresowne wspieranie osób z autyzmem. Uroczysta gala odbyła się w Europejskim Centrum Solidarności w Gdańsku.

## Twórczość literacka
Poza działalnością dziennikarską Dorota Abramowicz zajęła się także twórczością literacką. W 2006 roku wydała powieść dla dzieci Guzik czasu. W 2010 roku pojawiła się w Katowicach w wydawnictwie „Kos” książka Legendy Pomorza i Kaszub. W 2018 roku Muzeum Miasta Gdyni wydało utwór dla dzieci autorstwa D. Abramowicz pt. Gdyńskie wędrówki kota Antoniego obejmującą dzieje od wsi rybackiej do nowoczesnej metropolii. Pozycja ta w tym samym roku doczekała się przekładu na język angielski.

## Wybrane publikacje
- Guzik czasu (2006, ISBN 836052808X)
- Legendy Pomorza i Kaszub (2010)
- Największe Tajemnice Gdyni (2015)[12]
- Największe tajemnice Pomorza (2015, ISBN 9788360203286)
- Szkoła na czterech łapach (2016, ISBN 9788360203330)
- Gdyńskie wędrówki kota Antoniego (2018, 9788394998912)
  - Anthony the cat wanders around Gdynia (2018, ISBN 9788394998936, tłumaczenie na j. angielski Andrzej Raczek)
- 100 wpływowych kobiet (2021, Polska Press, współautorka wywiadów)